# 王壽民
王壽民（？—？），浙江人，清朝政治人物。捐纳出身。
光绪二十年七月代理，擔任清朝廣東省潮州府豐順縣知縣。后由鄧衍憙接任。